# Paulina Vega
Paulina Vega, född 15 januari 1993 i Barranquilla, Colombia, är en colombiansk skönhetsdrottning som vann skönhetstävlingen Miss Universum 2014 den 25 januari 2015 i Doral, Florida. 